# Bistum Livonien
Das Bistum Livonien umfasste Gebiete im heutigen Lettland und im Süden des heutigen Estland und bestand mit wechselnder Ausdehnung und unter wechselnden Namen von 1582 bis 1798.

## Geschichte

### Vorgeschichte
Das Erzbistum Riga, das im Mittelalter den größten Teil Livlands umfasste, war in den Jahren 1562 und 1563 reformiert worden. Vorausgegangen war 1561 der Beschluss der Mehrheit des livländischen Landtages, sich im Livländischen Krieg unter den Schutz des Königs von Polen und Großfürsten von Litauen zu stellen. Im Gegenzug gewährte König Sigismund II. August den livländischen Ständen im Privilegium Sigismundi Augusti die Selbstverwaltung, darunter die freie Religionsausübung. Daraufhin wechselte die große Mehrheit der livländischen Adligen (samt ihren Bauern) und des Bürgertums – nun auch offen – zur lutherischen Konfession, zu der die meisten sich hingezogen fühlten und der sich ohnehin schon viele Adlige und Bürger zugewandt hatten.
Dieses in der Mitte des 16. Jahrhunderts infolge der Reformation untergegangene mittelalterliche Bistum bzw. Erzbistum Riga wird vor allem in den Quellen und in der älteren Literatur zuweilen als „Bistum / Erzbistum Livonien“ bezeichnet.

### Das Bistum Livonien mit Sitz in Wenden
Als Stephan Báthory 1576 polnischer König und damit auch Herzog von Livland wurde, bemühte er sich, das Herzogtum Livland zu rekatholisieren. Im Zuge dessen schuf er 1582 das Bistum Livonien, auch als „Bistum Wenden“ bezeichnet (lat.: Dioecesis Livoniae seu Vendensis). Die beiden Namen rühren daher, dass es zum einen die historische Landschaft Livland umfasste (lat. Livonia) und dass zum anderen die Stadt Wenden zum Bischofssitz bestimmt wurde. Denn Riga erneut zum Bischofssitz zu machen, wäre angesichts des Widerstandes des dortigen Stadtrates nicht durchzusetzen gewesen. Am 1. Mai 1585 billigte Papst Sixtus V. die Bistumsgründung im Nachhinein.

### Das Bistum Inflanty / Livland-Pilten mit Sitz in Dünaburg
Nachdem die Schweden unter König Gustav II. Adolf 1621 Livland (also auch die Stadt Wenden) erobert hatten und sie mit aller Macht die lutherische Kirche unterstützten und die katholische Kirche bedrängten, musste der Bischofssitz in die weiterhin unter polnisch-litauischer Herrschaft stehende Stadt Dünaburg verlegt werden. Der König belehnte 1622 seinen Gouverneur in Riga, den langjährigen schwedischen Reichskanzler Axel Oxenstierna, mit dem unter seiner Herrschaft stehenden Teils des Bistums.
Durch den Vertrag von Oliva 1660 wurde das Bistum Wenden faktisch aufgehoben. Denn gemäß Art. 4, § 2 des Vertrages war den Katholiken die Ausübung ihres Glaubens nur „privatim“, in ihren Häusern, gestattet. Demgemäß wurde das Bistum 24 Jahre darauf, am 19. September 1684, von Papst Innozenz XI. in „Bistum Inflanty“ (die polnische Bezeichnung für Livland / Livonien) umbenannt. Die Bezeichnung als Bistum Wenden entfiel. Nur wenige Monate später, am 15. Januar 1685, erfolgte eine weitere Umbenennung in „Bistum Livland-Pilten“ (Dioecesis Livoniae seu Vendensis et Piltinensis seu Curlandiae), da das Bistum Livland mit dem Bistum Pilten mit Sitz in Pilten (auch „Bistum Kurland“ genannt) vereinigt wurde.
Papst Pius VI. löste nach der dritten polnischen Teilung 1795 im Zuge der Neuordnung der Bistümer im einstigen Staat Polen-Litauen das Bistum am 17. November 1798 auf. Der letzte Bischof, Johannes Nepomuk Kossakowski, wurde am 9. August 1798 zum Bischof von Wilna in Litauen ernannt.

## Bischöfe von Wenden, Livland und Pilten
- Aleksander Mieliński (1583–1584)
- Andrzej Patrycy Nidecki (1585–1587)
- Otto von Schenking (1590–1637)[9]
- Mikołaj Krosnowski (1641–1645)
- Jan Pac (1647)
- Aleksander Krzysztof Chodkiewicz (1651–1676)
- Mikołaj Popławski (1685–1710)
- Theodor Wolff von Lüdinghausen (1710) (Koadjutor 1701–1710)
- Krzysztof Antoni Szembek (1711–1716)
- Piotr Tarło (1717–1720)
- Stanisław Józef Hozjusz (1720–1722)
- Augustin Wessel (1724–1733)
- Konstanty Moszyński (1733–1738)
- Wacław Hieronim Sierakowski (1738–1739) (Koadjutor 1737–1738)
- Józef Dominik Puzyna (1740–1752)
- Antoni Kazimierz Ostrowski (1753–1763)

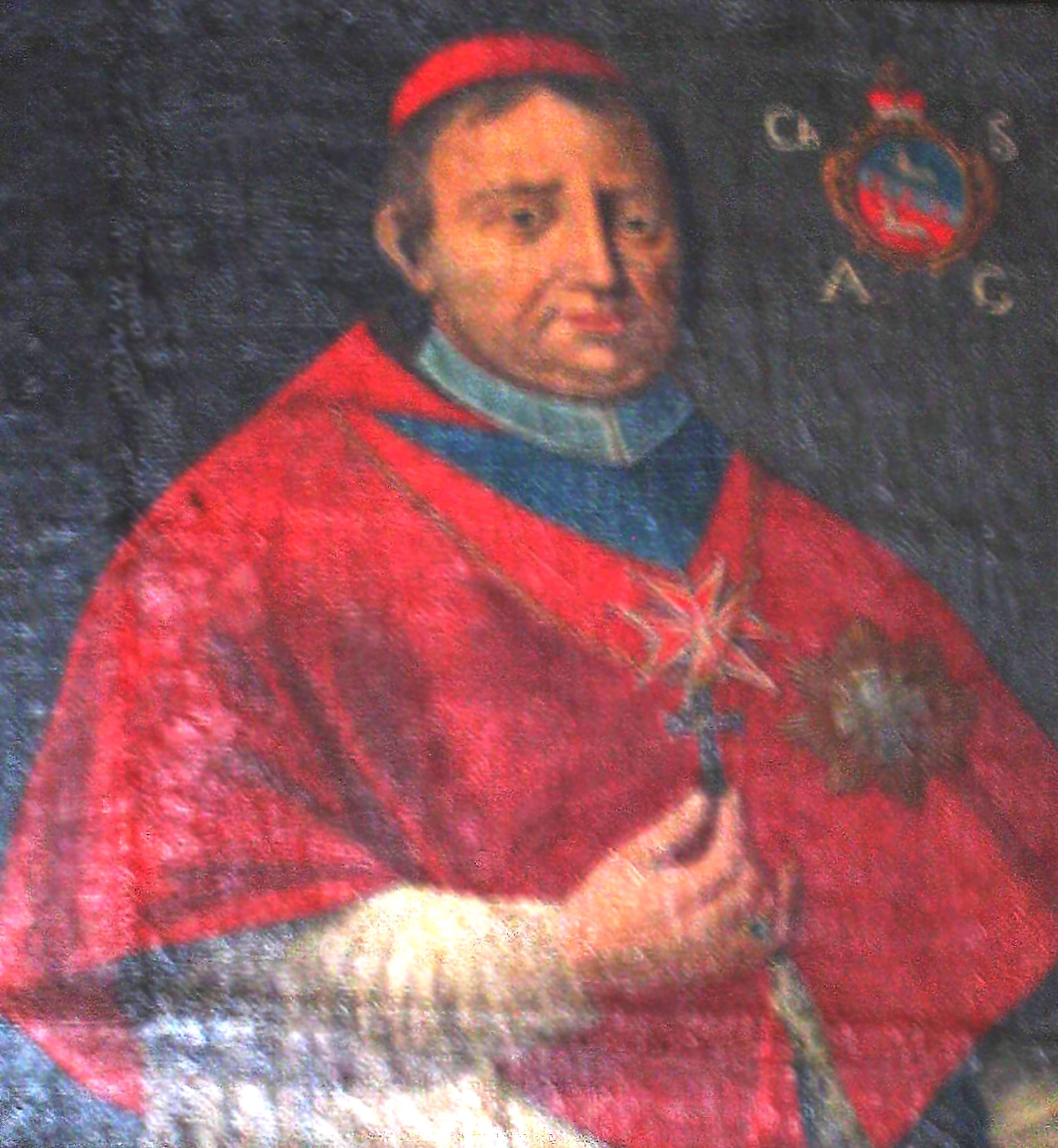
Stanisław Szembek, Bischof von Livland-Pilten (1711–1716) später Kardinal und Primas von Polen und Litauen
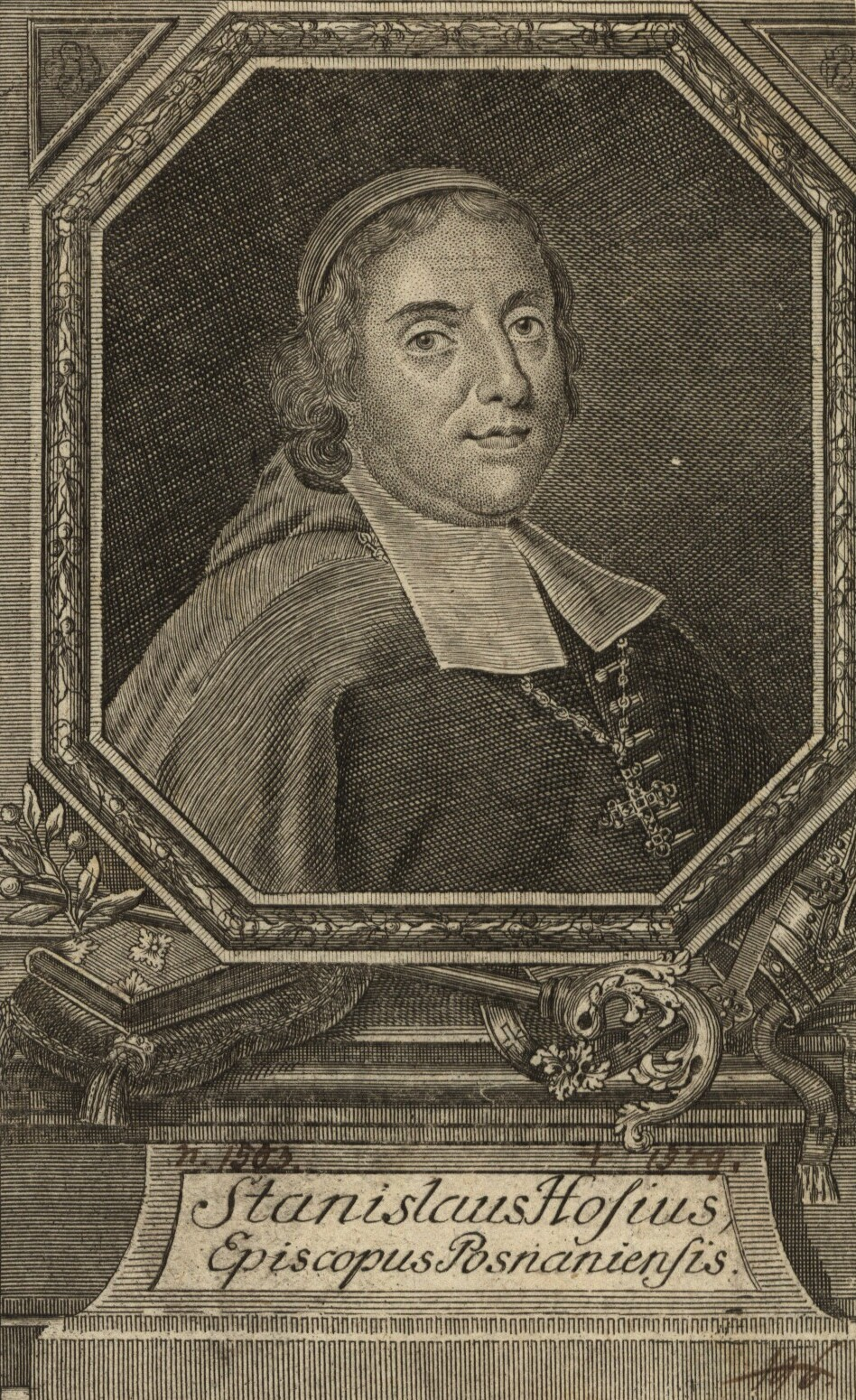
Stanislaus Hofius, Bischof von Livland-Pilten (1720–1722)
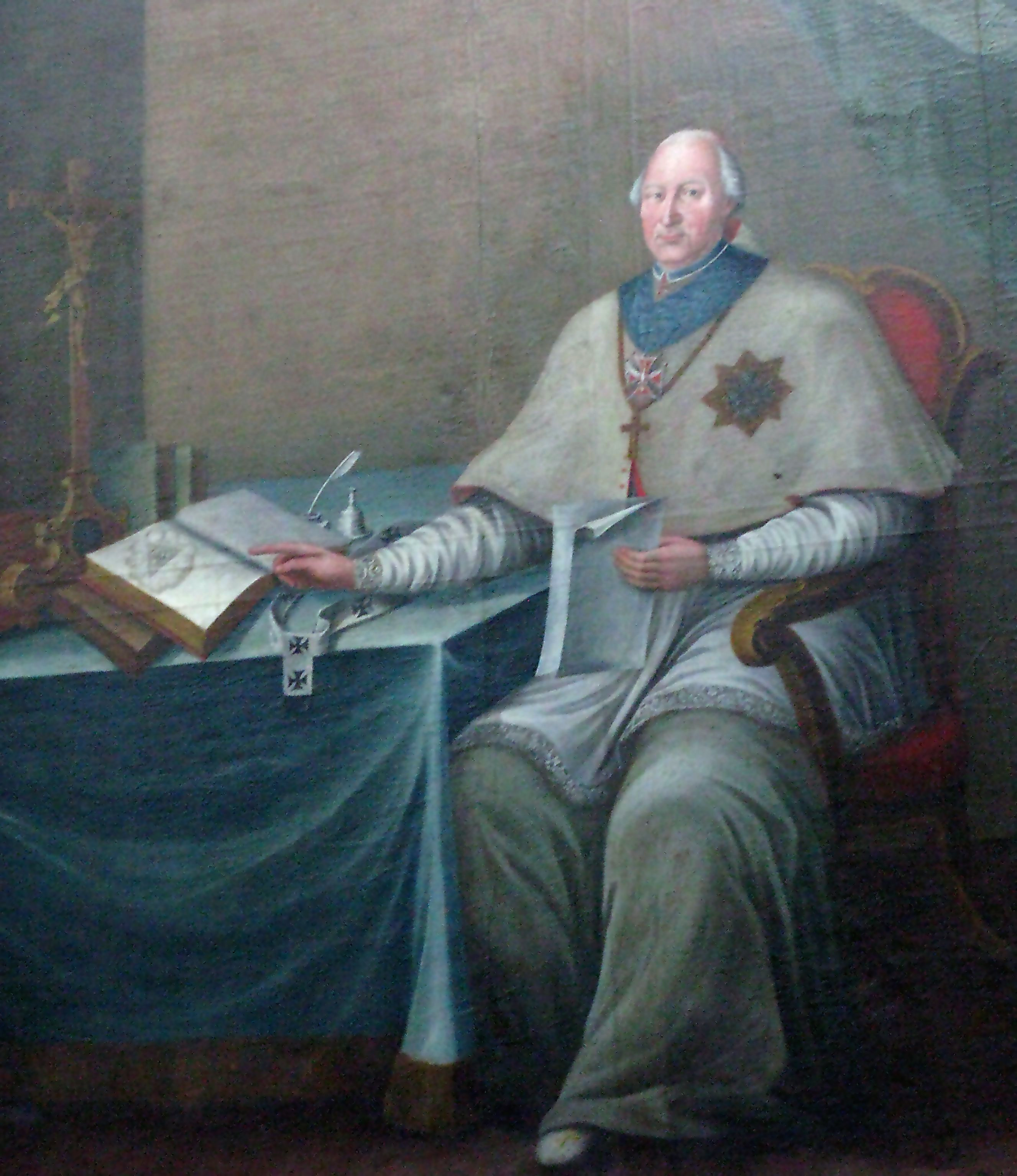
Wacław Hieronim Sierakowski, Bischof von Livland-Pilten (1737–1739), später Erzbischof von Lemberg
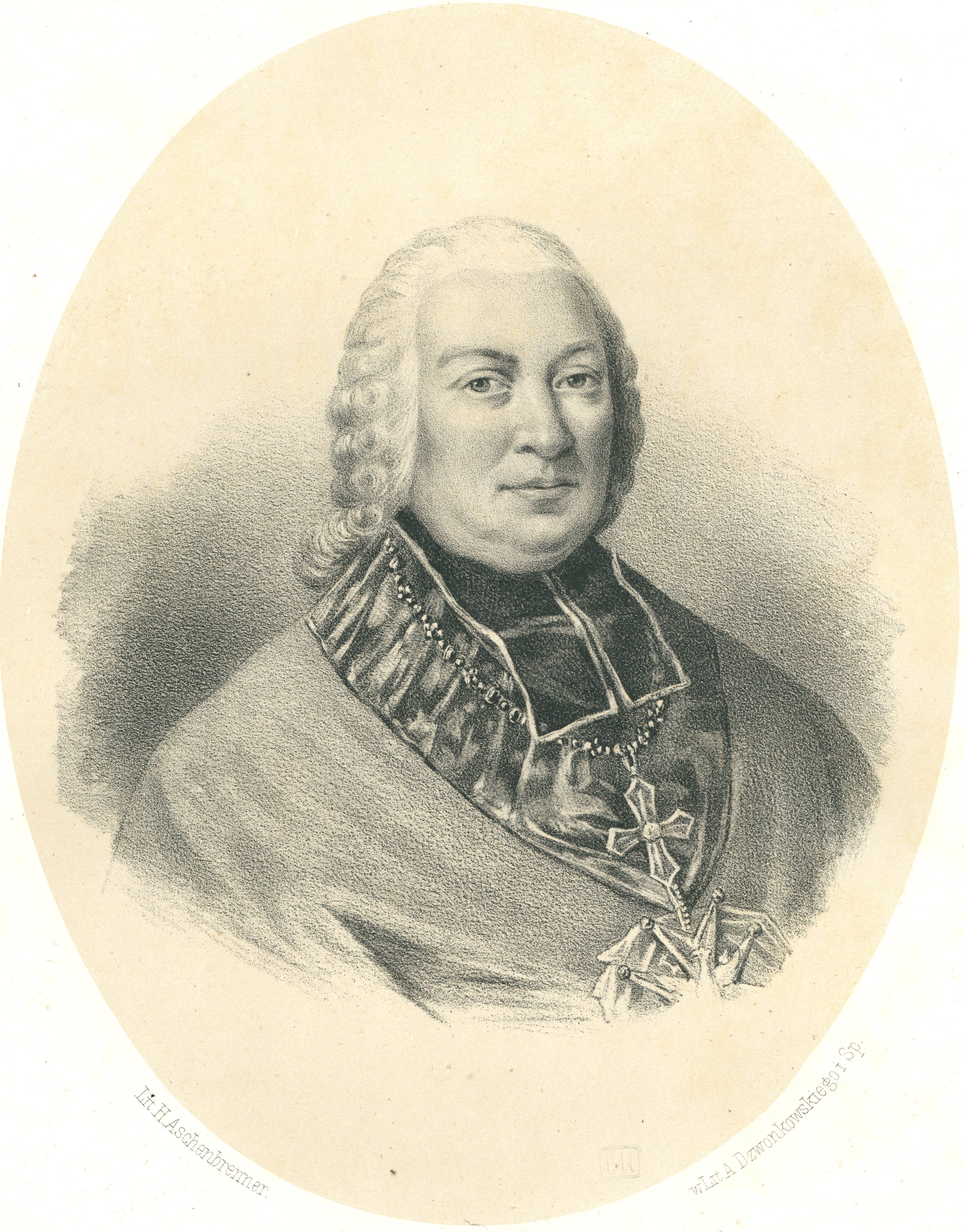
Antoni Kazimierz Ostrowski, Bischof von Livland-Pilten (1753–1763), später Primas von Polen und Litauen
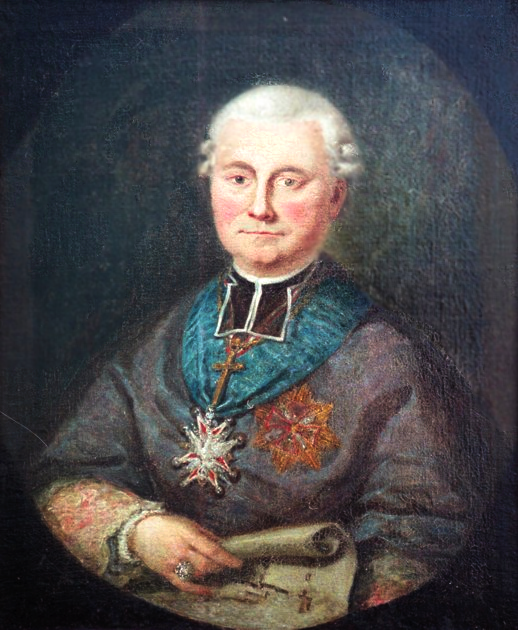
Jan Stefan Giedroyć (1765–1778)
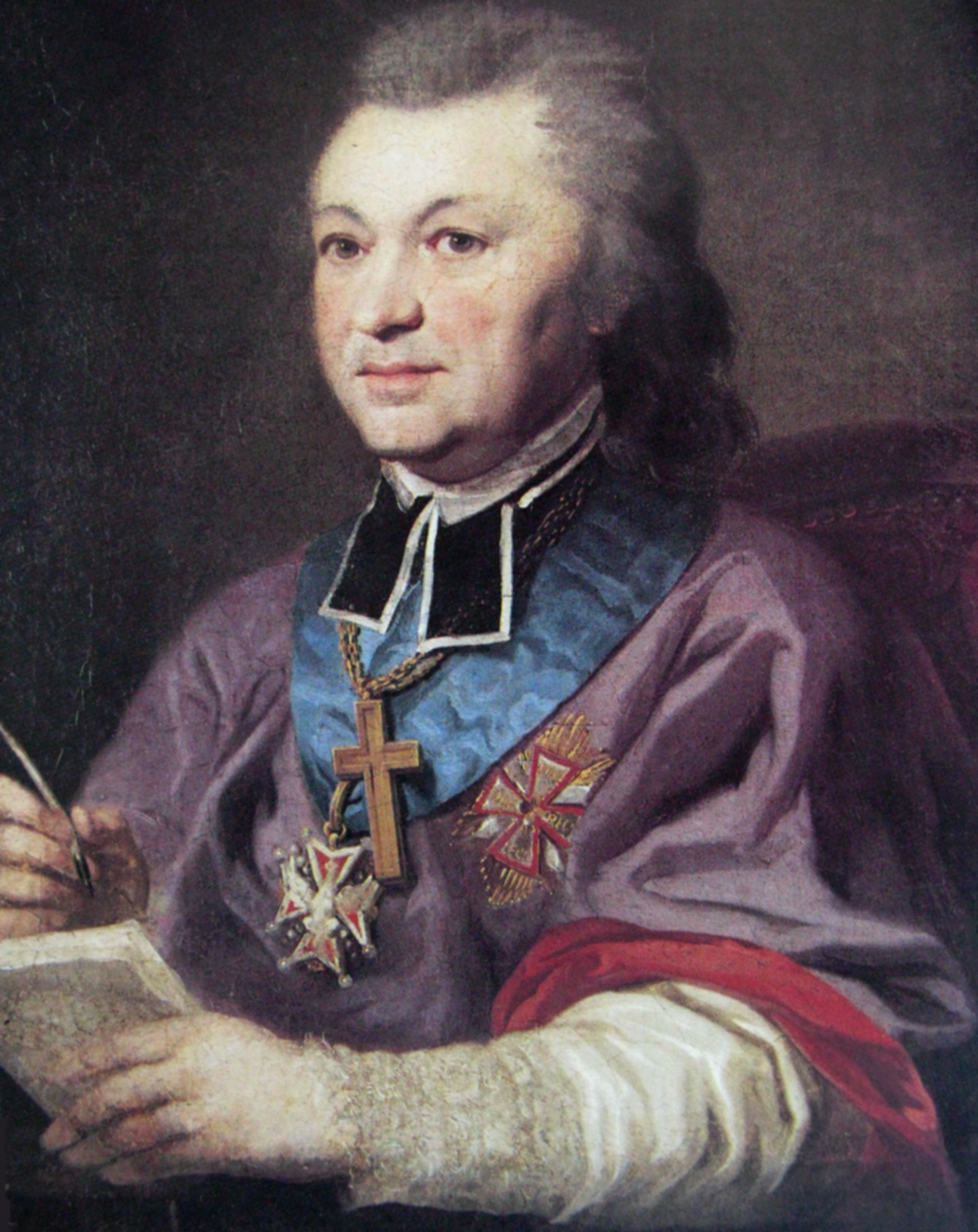
Józef Kazimierz Kossakowski, Bischof von Livland-Pilten (1781–1794)
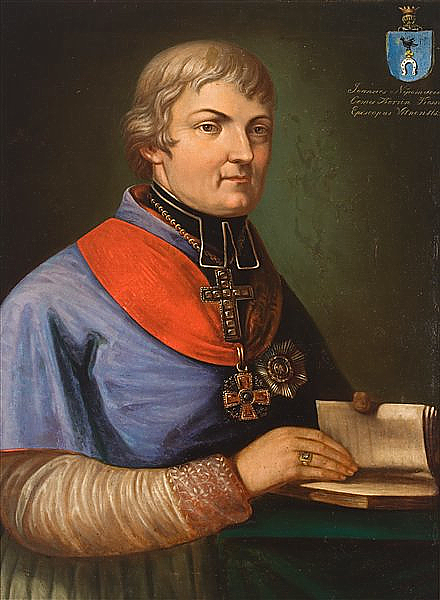
Johann Nepomuk Kossakowski, letzter Bischof von Livland-Pilten (1793–1798)

- Antoni Maciej Sierakowski (1778–1781)
- Joseph Kasimir Kossakowski (1781–1794)
- Jan Nepomucen Kossakowski (1794–1798) (Koadjutor 1793–1794)